# Liste der Kulturdenkmale in Dietzenrode-Vatterode
Die Liste der Kulturdenkmale in Dietzenrode-Vatterode umfasst die als Ensembles, Einzeldenkmale und Bodendenkmale erfassten Kulturdenkmale in der thüringischen Gemeinde Dietzenrode-Vatterode und ihrer Ortsteile (Stand: 11. Februar 2025).
Die Angaben in der Liste ersetzen nicht die rechtsverbindliche Auskunft der zuständigen Denkmalschutzbehörde.

## Legende
- Bild: zeigt ein Bild des Kulturdenkmals und gegebenenfalls einen Link zu weiteren Fotos des Kulturdenkmals im Medienarchiv Wikimedia Commons
- Bezeichnung: Name, Bezeichnung oder die Art des Kulturdenkmals
- Lage: Wenn vorhanden Straßenname und Hausnummer des Kulturdenkmals; Grundsortierung der Liste erfolgt nach dieser Adresse. Der Link Karte führt zu verschiedenen Kartendarstellungen und nennt die Koordinaten des Kulturdenkmals.
 Kartenansicht, um Koordinaten zu setzen – in dieser Kartenansicht sind Kulturdenkmale ohne Koordinaten mit einem roten bzw. orangen Marker dargestellt und können in der Karte gesetzt werden. Kulturdenkmale ohne Bild sind mit einem blauen bzw. roten Marker gekennzeichnet, Kulturdenkmale mit Bild mit einem grünen bzw. orangen Marker.
- Datierung: gibt das Jahr der Fertigstellung beziehungsweise das Datum der Erstnennung oder den Zeitraum der Errichtung an
- Beschreibung: bauliche und geschichtliche Einzelheiten des Kulturdenkmals, vorzugsweise die Denkmaleigenschaften
- ID: Die ID identifiziert das Kulturdenkmal eindeutig. In Thüringen sind aktuell keine IDs veröffentlicht. In der ID-Spalte kann sich auch folgendes Icon  befinden, dies führt zu Angaben zu diesem Kulturdenkmal bei Wikidata.

## Ensemble

### Dietzenrode
| Bild                                    | Bezeichnung                      | Lage | Datierung | Beschreibung | ID |
| --------------------------------------- | -------------------------------- | --- | --------- | ------------ | -- |
| Direkt Bild zu diesem Denkmal hochladen | Ensemble / Historischer Ortskern | Kreisstraße 2, 4, 6–8, 11–15, 19, 22 Flur 4 / Flurstück(e) 70, 71, 77, 78/1, 78/2, 78/4, 80, 98, 99, 100, 103, 104, 105/1, 105/2, 108, 110, 112/1, 125, 126, 127, 140, 141, 143, 145/1, 303, 304, 306, 307, 308, 335/129, 336/129, 347/106, 348/107, 349/109, 363/310, 367/102, 368/101, 369/101, 371/124, 374/111, 375/111, 376/112, |           |              |    |

### Vatterode
| Bild                                    | Bezeichnung                      | Lage | Datierung | Beschreibung | ID |
| --------------------------------------- | -------------------------------- | --- | --------- | ------------ | -- |
| Direkt Bild zu diesem Denkmal hochladen | Ensemble / Historischer Ortskern | Dorfstraße 1–11, 13–25, 28, 29; Am Mühlgraben 2 Flur 1 / Flurstück(e) 1/3, 1/2, 2/1, 2/2, 3, 4, 5, 6, 7, 8, 9, 17, 18, 19, 20, 21, 24, 25/4, 26, 27, 28, 29, 30, 31, 32, 33, 35, 36/3, 38, 39, 40, 45, 46, 47, 48, 49, 50, 51, 52, 53, 61, 63/1, 63/2, 66, 67, 70, 71, 72, 75, 76, 77, 78, 79/1, 79/2, 79/3, 80, 83/1, 83/2, 84/3, 84/2, 85, 90, 91, 92, 93, 95, 94, 96, 97, 99; Flur 1 / Flurstück(e) 100, 101, 105, 109/13, 110/14, 111/10, 112/10, 113/11, 114/11, 115/12, 116/12; Flur 2 / Flurstück(e) 15, 16, 17/1, 18/1 |           |              |    |

## Einzeldenkmale

### Dietzenrode
| Bild                                    | Bezeichnung                                                         | Lage                                                      | Datierung | Beschreibung | ID |
| --------------------------------------- | ------------------------------------------------------------------- | --------------------------------------------------------- | --------- | ------------ | -- |
| Direkt Bild zu diesem Denkmal hochladen | Mühlengehöft / Hansteiner Mühle                                     | Am Mühlgraben 2 Flur 2 / Flurstück(e) 111/9, 113/1, 182/8 |           |              |    |
| Direkt Bild zu diesem Denkmal hochladen | Wohnhaus mit Wirtschaftsgebäude                                     | Kreisstraße 11 Flur 4 / Flurstück(e) 127                  |           |              |    |
| Direkt Bild zu diesem Denkmal hochladen | Wohnhaus mit Einfriedung                                            | Kreisstraße 14 Flur 4 / Flurstück(e) 112/1                |           |              |    |
| Direkt Bild zu diesem Denkmal hochladen | Wohnhaus mit Einfriedung                                            | Kreisstraße 15 Flur 4 / Flurstück(e) 110                  |           |              |    |
| weitere Bilder Fotos hochladen          | Kirche mit Ausstattung und Kirchhof / Ev. Filialkirche St. Nikolaus | Kreisstraße 19 Flur 4 / Flurstück(e) 108 (Karte)          |           |              |    |
| Direkt Bild zu diesem Denkmal hochladen | Wohnhaus mit Torpfosten und Einfriedungsmauer                       | Kreisstraße 2 Flur 4 / Flurstück(e) 78/2                  |           |              |    |
| Direkt Bild zu diesem Denkmal hochladen | Wohnhaus und Schule                                                 | Kreisstraße 4 Flur 4 / Flurstück(e) 349/109, 348/107      |           |              |    |
| Direkt Bild zu diesem Denkmal hochladen | Wohnhaus                                                            | Kreisstraße 6 Flur 4 / Flurstück(e) 105/1                 |           |              |    |
| Direkt Bild zu diesem Denkmal hochladen | Gehöft                                                              | Kreisstraße 7 Flur 4 / Flurstück(e) 367/102, 368/101      |           |              |    |
| Direkt Bild zu diesem Denkmal hochladen | Wohnhaus                                                            | Kreisstraße 9 Flur 4 / Flurstück(e) 99                    |           |              |    |
| Direkt Bild zu diesem Denkmal hochladen | Anger mit Angerlinde                                                | Kreisstraße o. Nr. Flur 4 / Flurstück(e) 306              |           |              |    |
| Direkt Bild zu diesem Denkmal hochladen | Grenzstein(e)                                                       | Straße nach Wahlhausen Flur 5 / keine Flurstücks-Nr.      |           |              |    |

### Vatterode
| Bild                                    | Bezeichnung                                                           | Lage                                                                                                  | Datierung | Beschreibung | ID |
| --------------------------------------- | --------------------------------------------------------------------- | --- | --------- | ------------ | -- |
| Direkt Bild zu diesem Denkmal hochladen | Mühlengehöft / Herrenmühle                                            | Dorfstraße 1 An der Bundesstraße westlich der Ortslage Vatterode Flur 2 / Flurstück(e) 16, 17/1, 18/1 |           |              |    |
| Direkt Bild zu diesem Denkmal hochladen | Wohnhaus                                                              | Dorfstraße 13 im ENS Historischer Ortskern Flur 1 / Flurstück(e) 46                                   |           |              |    |
| Direkt Bild zu diesem Denkmal hochladen | Gehöft                                                                | Dorfstraße 20 Flur 1 / Flurstück(e) 19                                                                |           |              |    |
| Direkt Bild zu diesem Denkmal hochladen | Spital                                                                | Dorfstraße 23 im ENS Historischer Ortskern Flur 1 / Flurstück(e) 111/10                               |           |              |    |
| Direkt Bild zu diesem Denkmal hochladen | Schenke mit Saalbau und Gehöft                                        | Dorfstraße 24 Flur 1 / Flurstück(e) 9                                                                 |           |              |    |
| weitere Bilder Fotos hochladen          | Kirche mit Ausstattung, Kirchhof und Einfriedung / Ev. Christuskirche | Dorfstraße 29 Flur 1 / Flurstück(e) 27 (Karte)                                                        |           |              |    |
| Direkt Bild zu diesem Denkmal hochladen | Wohnhaus mit Torhaus                                                  | Dorfstraße 9 im ENS Historischer Ortskern Flur 1 / Flurstück(e) 33                                    |           |              |    |
| Direkt Bild zu diesem Denkmal hochladen | Grenzstein                                                            | Straße nach Wahlhausen; ohne Flurstück 02.2021 Sperl;                                                 |           |              |    |